# International H.K.D. Federation
A International H.K.D Federation (Federação Internacional de Hapkido-Hankido-Hankumdo - IHF) foi fundada em 1974 por hapkido Grandmaster Myung Jae Nam. Seu nome original era a Federação Internacional de Hapkido - foi alterada quando hankido e hankumdo foram adicionadas ao currículo da IHF. 

## Objetivo
O objetivo do IHF é promover a prática de artes marciais coreanas como hapkido, hankido e hankumdo.

## História
Myung Jae Nam ensino tiveram início em Incheon a partir de sua escola chamado Jeong Do Kwan (정도관) em 1962. Em 1973, ele fundou sua própria federação, denominado Dae Han Kuk Hapki Hwe(대한국 합 기회). Em Outubro de 1974, mantendo simultaneamente a sua própria organização, ele ajudou na formando oDae Han Min Kuk Hapkido Hyop Hwe(대한민국 합기도 협회, República da Coreia Hapkido Association). Ele foi nomeado diretor executivo e permaneceu com essa organização até 1980.
Em Agosto de 1974, ele mudou novamente o nome de sua própria organização paraKuk Je Yon Maeng Hapki Hwe(국제 연맹 합 기회), que é conhecido em Inglês como a International HKD Federation. No mesmo ano ele foi co-fundador da Associação Coreana de Hapkido.
Em 1981, a IHF foi reconhecido pelo governo coreano.
Em Agosto de 1993, a IHF abriu aInternational hapkido hankido world headquarters(국제 연맹 합기도 한기 도 세계 본부) perto da cidade de Yongin.

## Jogos
O objetivo do IHF é organizar o International HKD Jogos de três em três anos. Desde 1990, o I.H.F. tem organizado sete tais jogos. A mais recente teve lugar em 22 de julho de 2007. Os próximos jogos estão programados para acontecer em os E.U., no Verão de 2010.

## Jae Nam Mu Sul Won
Após Myung Jae Nam faleceu em 1999 o seu filho Myung Sung-Kwang assumiu. Em 2000 ele obteve autorização da coreana Ministério da Cultura e Turismo para iniciar o Jaenam Musul Won Foundation. Esta fundação está a cargo de Myung Jae Nam do património.

## Coreano Polícia
Coreanos que querem entrar na academia da polícia necessitam de um certificado emitido por um faixa preta do selecionado coreano hapkido organizações. No passado, a IHF foi apenas uma das três organizações cujos certificados foram aceites; agora os certificados de quatro organizações são mais aceitos.